# Kirrisaari (ö i Egentliga Tavastland)
Kirrisaari är en ö i Finland. Den ligger i sjön Hirvijärvi och i kommunen Riihimäki i den ekonomiska regionen  Riihimäki ekonomiska region  och landskapet Egentliga Tavastland, i den södra delen av landet, 60 km norr om huvudstaden Helsingfors. Öns area är omkring 940 kvadratmeter och dess största längd är 50 meter i sydöst-nordvästlig riktning.